# Хиподамея
Хиподамея (от гр.  ίππος -кон и δαμαζω-укротявам) означава „Укротителка на коне“. В древногръцката митология има две жени с това име:
1. Невестата на царя на лапитите Пиритой. На тържеството по повод сватбата им, Хиподамея и другите жени, както и младите мъже били отвлечени от кентаврите. Това станало повод за война между тях и лапитите (кентавромахията). От Пиритой тя е майка на Полипитис.
2. Дъщеря на царя на Елида- Еномей, на когото било предсказано, че бракът на дъщеря му ще му донесе гибел[1] и поради това всячески се опитвал да възпрепятства брака ѝ. Според една от версиите, била любима на своя баща [2]. Еномей обещал да я даде за жена на този, който го победи в състезание с колесници, като обаче загубилите състезанието ще загубят и живота си. Победил Пелопс, подкупвайки колесничаря на Еномей Миртил. Така Хиподамея се омъжила за Пелопс [3], и родила много деца, включително Атрей, Тиест, Алкатой, Питей, Никипа [4]. Била изгонена от Микена след като убила Хрисип, син на Пелопс от нимфата Аксиоха. Отишла в Мидея в Арголида, тъй като Пелопс ѝ бил разгневен заради смъртта на Хрисип. Според друга версия се самоубила когато Пелопс я обвинил за смъртта му. [5].